# Адамс (вулкан)
А́дамс (англ. Adams) или Маунт-Адамс (англ. Mount Adams) — вулкан в штате Вашингтон в США. Названа в честь второго президента США — Джона Адамса. Индейское название горы — Пахто (англ. Pahto).
Адамс — стратовулкан, высотой 3742 метра. Расположен в 50 километрах к востоку от вулкана Сент-Хеленс. Является вторым по высоте среди стратовулканов после Шасты в системе Скалистых гор. Вокруг Адамса расположилось вулканическое поле площадью 200 км². Состоит из нескольких перекрывающихся конусов. Основной конус был построен в плейстоцене. Сложен преимущественно андезитами и дацитами. Вулканическая деятельность началась 940 тысяч лет назад. Активен был в эпоху голоцена и произвёл в этот период около двух десятков извержений. Очаги извержений исходили из конуса вулкана и боковых трещин склона. Шесть извержений в голоценовый период происходили на высотах 2600—2100 метров. Наиболее крупные лавовые потоки извергались в период 7-4 тысяч лет назад, они проделали свой путь на расстояние 10 километров и более. Последняя вулканическая активность произошла около 1000 лет назад в виде выхода тефры на поверхность и небольшого лавового потока по восточному склону Адамса.
Подножие вулкана и средние высоты вулкана покрыты хвойными лесами. Выше 2000 метров расположились альпийские луга, морены, на вершине ледниковые шапки. Гора является предметом индейского фольклора. Является потенциально действующим вулканом. Характер извержений может быть стромболианского, фреатомагматического типа и, возможно, будет катастрофическим для данного района.
20-21 октября в районе вулкана происходило землетрясение, частичное разрушение ледника, сход снежных лавин и селевых потоков. Так как ближайший крупный населённый пункт находится в 80 километрах от вулкана, то событие осталось практически незамеченным. В настоящее время в одном из кратеров фиксируется слабая фумарольная активность.